# Stigmaphyllon floribundum
Stigmaphyllon floribundum är en tvåhjärtbladig växtart som först beskrevs av Dc., och fick sitt nu gällande namn av C. Anderson. Stigmaphyllon floribundum ingår i släktet Stigmaphyllon och familjen Malpighiaceae. Inga underarter finns listade i Catalogue of Life.